# Kit Symons
Christopher Jeremiah Symons (Basingstoke, 8 de março de 1971), conhecido por Kit Symons, é um ex-futebolista e treinador de futebol galês nascido na Inglaterra. Atualmente é o técnico do Fulham e auxiliar-técnico na Seleção Galesa de Futebol.

## Carreira de jogador
Nascido em Basingstoke, Symons foi revelado pelo Portsmouth, sendo promovido ao elenco principal em 1988, quando tinha apenas 17 anos. Até 1995, foram 160 jogos e 10 gols marcados com a camisa do Pompey.
Defendeu ainda Manchester City (1995-98, 124 partidas e 4 gols), Fulham (1998-2001, 102 jogos e 13 gols) e Crystal Palace, onde atuou em 49 partidas e chegando a ser técnico interino em 2003, dois anos antes de encerrar sua carreira, aos 34 anos.

## Carreira de treinador
Além da curta experiência como jogador e treinador em 2003, Symons voltou a treinar o Crystal Palace em caráter interino em 2007. Exerceu o mesmo cargo no Colchester United, em 2008, com a saída de Geraint Williams.
Voltaria ao Fulham pouco depois, como olheiro e preparador físico dos Cottagers. Em 2012, foi contratado para ser o novo auxiliar-técnico de Chris Coleman na Seleção Galesa. Com a demissão de Felix Magath em setembro de 2014, o Fulham requisitou os serviços de Symons como técnico provisório, e após uma sequência de bons resultados, foi efetivado no comando técnico da equipe londrina, onde exerce o posto em paralelo com o cargo de auxiliar na seleção galesa.

## Carreira internacional
Pela Seleção do País de Gales, o ex-defensor atuou em 36 partidas entre 1992 e 2001, com 2 gols marcados. Symons optou em defender o selecionado por conta da nacionalidade de seu pai, nascido em Cardiff.